# Смольников, Сергей Юрьевич
Сергей Юрьевич Смольников (род. 1964) — советский игрок в хоккей с мячом. Мастер спорта СССР.

## Биография
Воспитанник школы алмаатинского хоккея с мячом под руководством тренеров Казанцева Б. П., Рогачева И. М. и Алешина В. А. Серебряный призёр чемпионата мира по бенди среди юношей 1981 года. В 1982 году принят в команду мастеров «Динамо» (Алма-Ата). В 1983 году бронзовый призёр чемпионата СССР по хоккею с мячом. В 1990 году — чемпион СССР по хоккею с мячом.
В 1991 году бронзовый призёр Кубка европейских чемпионов по хоккею с мячом в Швеции. В 1991 году в составе команды Динамо Алма-ата полуфиналист Кубка мира в Швеции[прояснить].
За свою карьеру в клубе «Динамо» (Алма-Ата) в чемпионатах СССР сыграл 200 матчей, забил 14 голов.

## Достижения
- Чемпион СССР — 1990
- Бронзовый призёр чемпионата СССР — 1983
- Бронзовый призёр чемпионата СНГ — 1992